# Raión de Tálovaya
El raión de Tálovaya (ruso: Та́ловский райо́н) es un distrito administrativo y municipal (raión) ruso perteneciente a la óblast de Vorónezh. Se ubica en el centro-este de la óblast. Su capital es Tálovaya.
En 2021, el raión tenía una población de 35 173 habitantes.
El río Bitiug marca el límite noroccidental del raión, y por el oeste del raión fluye el curso medio y bajo de uno de los principales afluentes del Bitiug, el río Chigla.

## Subdivisiones
Comprende el asentamiento de tipo urbano de Tálovaya (la capital, que forma un ayuntamiento urbano sin pedanías) y 98 localidades rurales. Como consecuencia de una fusión de ayuntamientos que tuvo lugar en 2015, estas últimas se agrupan en solamente once asentamientos rurales:
- Abrámovka
- Aleksándrovka
- Voznesenski
- "Dóbrinskoye" (con capital en Kozlovski)
- "Kámenno-Stepnoye" (con capital en Posiólok 2-go uchastka instituta ímeni Dokucháyeva)
- Nízhniaya Kámenka
- Nóvaya Chigla
- Orlovka
- Siniavka
- Vérjniaya Tishanka
- "Shaninskoye" (con capital en Uchástok n.º 26)